# 阿久比町立阿久比中学校
阿久比町立阿久比中学校（あぐいちょうりつ あぐいちゅうがっこう）は、愛知県知多郡阿久比町にある公立中学校。通称「阿中」（あちゅう）、「阿久比中」（あぐいちゅう）。「阿久比中学校」の生徒のことを、「阿中生」（あちゅうせい）ともいう。
各学年9〜10クラス（2025年）。生徒数は1000人（2023年度）。教員数は59人である（2023年度）。

## 沿革
- 1947年 - 開校
- 1954年4月 - 増築校舎完成（椋岡地区）
- 1959年12月 - 校舎体育館完成
- 1961年8月 - 校舎2教室完成
- 1970年11月 - 新校舎用地造成完成（卯之山地区）
- 1971年3月 - 新校舎完成
- 1971年4月 - 新校舎へ移転（椋岡地区から卯之山地区へ）
- 1972年1月 - 技術室完成
- 1973年2月 - 体育館完成
- 1977年2月 - 管理棟完成
- 1984年2月 - 柔剣道場（武徳館）完成
- 1992年3月 - アザレアホール完成
- 1996年10月 - 50周年記念式典・愛唱歌発表
- 2023年3月- 新校舎完成
- 2023年桜輝祭文化の部廃止

## 校訓
- 「自主 勤労愛好 時間尊重」
- 「自らを律し、自ら実践していく生徒」
- 「あきらめない阿中生 我慢」

## 行事
近年の情報のみを掲載してある。
- 桜輝祭（おうきさい）
生徒のほぼ全員が参加。文化の部（文化祭）・運動の部（運動会）に分かれてそれぞれ1日ずつ行われる。毎年1回行われる。
- 合唱コンクール
生徒のほぼ全員が参加。毎年1回10月の下旬または11月の上旬に行われる。平成24年度は12月上旬に行われた。半田市福祉文化会館（雁宿ホール）で開催されている。しかし、平成30年は東海市芸術劇場で開催された。
令和2年度、令和3年度は新型コロナウイルス感染対策の為、中止された。
令和4年度より「Agui music festival 」(アグイミュージックフェスティバル)に
改名された。
- 職場見学
1年生の生徒のほぼ全員が参加。時期は、1学期。数人のグループで見学先に行き、事前に用意した内容をインタビューしてくる。
しかし、新型コロナウイルスの影響でここ数年は行われていない。
- 職場体験
2年生の生徒のほぼ全員が参加。時期は、夏休み中。原則1人で体験先に行き、原則3日間に渡って、職業を体験してくる。
しかし、新型コロナウイルスの影響でここ数年は行われていない。
- 一泊研修(30㎞ウォークラリー)
1年生の生徒のほぼ全員が参加。時期は、1学期である。1泊2日で行う。行き先（宿泊先）は、愛知県美浜町の施設。また、学校から三浜町の研修先まで（行き）徒歩で約30kmを移動する「フレンドシップ・ロード」を行っている。（2008年度までは帰りに行っていた）帰りの移動手段はバス。※現在は行われていない
- キャンプ
2年生の生徒のほぼ全員が参加。時期は、1学期である。2泊3日で行う。行き先（宿泊先）は、岐阜県郡上市の施設。行き・帰りとも交通手段はバス。
- 修学旅行
3年生の生徒のほぼ全員が参加。時期は、1学期で6月にある。2泊3日で行う。行き先（宿泊先）は、東京ディズニーランドや東京都内。2日目の自由行動もある。行き・帰りとも交通手段は、電車、新幹線、バスをそれぞれ乗り換える方法である。
- ニュージーランド海外研修
作文応募の1次審査と抽選の2次審査で合格した約10名の3年生の生徒が夏休み中に約2週間ニュージーランドで、ファームステイやホームステイを行う。町から研修費の補助が出る。2009年度の豚インフルエンザの影響で、その年度は中止になり、当時、2年生の生徒が参加できるようにするため、2年生から3年生への開催へと移行になった。現在はカナダに変更。

## ボランティア活動
おもに、生徒会の主導で行われる。基本的には自由参加となっている。
ここに掲載されていない活動もある。
- 駅前清掃ボランティア（通称　朝ボラ）
阿久比駅前でごみ拾いの清掃を行う。
- ヒガンバナボランティア
矢勝川の土手にヒガンバナを植える。

## 部活動
2022年度から、入部希望制となった。
運動部
- 野球部（男）
- 陸上競技部（男・女）
- サッカー部（男）
- バスケットボール部（男・女）
- ソフトテニス部（男・女）
- バレーボール部（男・女）
- 卓球部（男・女）
- ソフトボール部（女）
- 柔道部（男・女）
- 剣道部（男・女）
- 新体操部（男）
- バドミントン部（男・女）

文化部
- 造形部
- 吹奏楽部
- 情報科学部
- 家庭科部
- 合唱部
- 書道部

## 校区
- 阿久比町全域

## 交通アクセス
- 名古屋鉄道 阿久比駅（河和線）（最寄り駅）

## 出身者
- 髙尾瑠 - プロサッカー選手
- 竹内啓二 - 阿久比町長
- モイセエフ・ニキータ-プロ野球選手（東京ヤクルトスワローズ）